# 안드레 카리요
안드레 마르틴 카리요 디아스(스페인어: André Martín Carrillo Díaz, 1991년 6월 14일 ~ )는 페루의 축구 선수로 현재 캄페오나투 브라질레이루 세리이 A의 코린치앙스 파울리스타에서 미드필더 겸 공격수로 활동 중이다.

## 선수 경력

### 클럽
2009년 페루 프리메라 디비시온의 알리안사 리마 입단을 통해 프로에 입문하여 2011 시즌까지 21경기 3골의 성적을 남기며 2009 시즌과 2011 시즌 리그 준우승, 2010 시즌 리그 3위 입상을 도왔고 2011 시즌을 마친 후 포르투갈 프리메이라리가의 강호 스포르팅 CP로 이적하여 2015-16 시즌까지 스포르팅의 주전으로 161경기 17골을 기록하며 2011-12년 프리메이라리가 4위, 2011-12년 포르투갈컵 준우승, 2011-12년 UEFA 유로파리그 4강, 2013-14년 프리메이라리가 준우승, 2014-15년 프리메이라리가 3위, 2014-15년 포르투갈컵 우승, 2015년 포르투갈 슈퍼컵 우승, 2015-16년 프리메이라리가 준우승 등의 화려한 업적을 남겼다.
이후 2015-16 시즌을 마친 뒤 2016-17 시즌을 앞두고 스포르팅의 지역 라이벌팀인 SL 벤피카로 이적하여 31경기 3골을 기록하며 2016-17년 프리메이라리가 우승, 2016년 포르투갈 슈퍼컵 우승, 2016-17년 포르투갈컵 우승, 2016-17년 포르투갈 리그컵 4강 진출에 기여했고 2016-17 시즌 종료 후 잉글랜드 프리미어리그 소속팀인 왓퍼드 FC로 임대 이적하여 30경기 2골을 기록했다.
그 뒤 2018-19 시즌을 앞두고 사우디 프로페셔널리그의 알힐랄 SFC로 임대 이적하여 2018년 사우디 슈퍼컵 우승, 2019년 사우디아라비아 국왕컵 4강, 2018년 사우디-이집트 슈퍼컵 준우승, 2018-19년 사우디 프로리그 준우승, 2018-19년 아랍 클럽 챔피언십 준우승을 이끌었고 이후 2018-19 시즌을 마치고 알힐랄로 완전 이적하여 리그 2연패(2019-20, 2020-21), 2019-20년 사우디 국왕컵 우승, 2019년 AFC 챔피언스리그 우승, 2019년 FIFA 클럽 월드컵 4위 등의 성적에 기여했으며 현재까지 알힐랄의 일원으로 76경기 14골을 기록하고 있다.

### 국가대표팀
2011년 페루 성인대표팀에 첫 발탁된 이후 2011년 코파 아메리카에 출전하여 팀의 대회 3위 입상에 기여했고 이듬해인 2012년 8월 15일 코스타리카와의 친선 경기에서 국제 A매치 데뷔골을 터뜨렸으며 파라과이와의 2015년 코파 아메리카 3·4위 결정전에서도 자신의 A매치 2번째 득점을 선제골이자 결승골로 장식하며 대회 2연속 3위 입상에 이바지했다.
그 후 베네수엘라와의 2018년 FIFA 월드컵 남미 지역 예선 13차전에서 득점에 성공하며 페루가 36년만에 월드컵 본선 무대에 복귀하는데 큰 힘을 실어주었고 본선에서도 2015년 AFC 아시안컵 챔피언인 호주를 상대로 선제골을 터뜨려 페루의 36년만의 월드컵 본선 승리에 공헌했다.
그리고 2019년 코파 아메리카에도 참가하여 팀을 1975년 코파 아메리카 이후 44년만에 결승에 올려놓았으나 결승에서 개최국 브라질에 패하며 페루의 44년만의 정상 탈환은 아쉽게도 이뤄지지 못했으며 현재까지 A매치 통산 76경기 11골을 기록하고 있다.

## 수상

### 클럽
알리안사 리마
- 페루 프리메라 디비시온 : 준우승 (2009, 2011), 3위 (2010)

 스포르팅 CP
- 프리메이라리가 : 준우승 (2013-14, 2015-16), 3위 (2014-15), 4위 (2011-12)
- UEFA 유로파리그 : 4강 (2011-12)
- 포르투갈컵 : 우승 (2014-15), 준우승 (2011-12)
- 포르투갈 슈퍼컵 : 우승 (2015)

 SL 벤피카
- 프리메이라리가 : 우승 (2016-17)
- 포르투갈 슈퍼컵 : 우승 (2016)
- 포르투갈컵 : 우승 (2016-17)
- 포르투갈 리그컵 : 4강 (2016-17)

 알힐랄 SFC
- 사우디 프로페셔널리그 : 우승 (2019-20, 2020-21), 준우승 (2018-19)
- 사우디아라비아 국왕컵 : 우승 (2019-20), 4강 (2019)
- AFC 챔피언스리그 : 우승 (2019)
- 아랍 클럽 챔피언십 : 준우승 (2018-19)
- 사우디-이집트 슈퍼컵 : 준우승 (2018)
- FIFA 클럽 월드컵 : 4위 (2019)

### 국가대표팀
페루
- 코파 아메리카 : 준우승 (2019), 3위 (2011, 2015)